# Dave Greszczyszyn
Dave Greszczyszyn (* 18. September 1979) ist ein kanadischer Skeletonsportler.

## Werdegang
Dave Greszczyszyn stammt aus Brampton, lebt in Calgary und begann 2007 mit dem Skeletonsport. Seine ersten internationalen Rennen bestritt er im America’s Cup 2008/09 in Park City. Das erste Rennen beendete der Kanadier auf dem 19. Platz. 2009 erreichte er in Calgary mit den Rängen neun und acht seine ersten Top-Ten-Platzierungen. Wiederum ein Jahr später konnte Greszczyszyn zunächst in Calgary hinter Yuzuru Hanyūda und Greg Maidment sowie zwei Rennen später in Lake Placid hinter denselben Piloten dritte Ränge und damit erste Podiumsresultate erreichen.
In der Saison 2011/12 startete Greszczyszyn im Europacup und fuhr bereits im ersten Rennen in Königssee auf den dritten Rang. Er konnte sich in allen acht Saisonrennen unter den besten fünf platzieren, in Altenberg und Winterberg seine ersten Siege feiern und am Ende in der Gesamtwertung den zweiten Platz hinter David Lingmann erreichen. Daraufhin nahm er in der Saison 2012/13 am Intercontinentalcup teil und startete erneut mit einem dritten Platz in den Winter. In den übrigen Rennen belegte er Platzierungen zwischen den Rängen vier und sechs, ehe er im letzten Saisonrennen in Winterberg mit dem zweiten Platz erneut auf das Podest fuhr. Er belegte im Endklassement hinter Alexander Gassner und Axel Jungk den dritten Platz. Bei den Kanadischen Meisterschaften gewann er 2012/13 die Silbermedaille hinter Eric Neilson.
Im Herbst 2013 wurde Dave Greszczyszyn erstmals Kanadischer Meister und konnte sich für den Weltcup-Kader qualifizieren. Nach einem sechsten Platz im ersten Saisonrennen auf seiner Heimbahn in Calgary konnte er in den drei folgenden Rennen mit Rang 20, 26 und erneut 20 nicht an diese gute Platzierung anknüpfen, sodass er anschließend im Europacup zum Einsatz kam. Er erreichte dort einen fünften und sechsten Platz sowie einen Sieg in St. Moritz und startete erneut im letzten Weltcup-Saisonrennen, wo er den elften Platz belegte. Für die Olympischen Spiele 2014 konnte er sich damit nicht mehr qualifizieren. 2014 verteidigte er seinen Titel bei den Kanadischen Meisterschaften für das Jahr 2015 und begann die Saison im Europacup, wo er bei seinen beiden ersten Saisonstarts in Königssee siegreich war. Im anschließenden Weltcup erreichte er als bestes Ergebnis einen siebten Rang beim Saisonfinale in Sotschi und wurde insgesamt Neunter. Bei der Skeleton-Weltmeisterschaft 2015 in Winterberg wurde er mit dem kanadischen Team Vierter und im Einzel Elfter.